# Цитопенія
Цитопенія — це синдром, що характеризується зниженням у крові певного чи усіх видів клітин. Відповідно до ураження ростка кровотворення цитопенія може одно-, двох- чи триросткова (панцитопенія). Найчастіше спостерігається при онкологічних захворюваннях, радіаційних чи токсичних ураженнях (у тому числі рідіо- та хіміотерапії.
Форми цитопенії:
- Еритроцитопенія — ураження червоного ростка кровотворення.
- Лейкопенія — ураження білого ростка кровотворення. Варіантами є також гранулоцитопенія (зниження кількості гранулоцитів), нейтропенія (зниження кількості нейтрофільних гранулоцитів), лімфоцитопенія (зниження числа лімфоцитів), тощо.
- Тромбоцитопенія — зниженням числа тромбоцитів.
- Панцитопенія — зниження клітин усіх трьох ростків кровотворення.